# Françoise Hardy Sings in English
Albums de Françoise Hardy
L'Amitié
(1965) La Maison où j'ai grandi
(1966)
Françoise Hardy Sings in English est le premier album chanté en anglais par Françoise Hardy. Destiné en priorité au marché anglophone, l’édition originale a été éditée au Royaume-Uni, en mai 1966. La première édition française — cinquième album paru en France de la chanteuse — a été publiée en septembre de la même année sous le titre, In English.

## Premier album chanté en anglais
Il y a 8 adaptations en anglais de chansons créées en français par la chanteuse :
- All Over The World (Dans le monde entier)
- Another Place (La nuit est sur la ville)
- However Much (Et Même)
- It's Getting Late (Il se fait tard)
- It's My Heart (Tu peux bien)
- Only Friends (Ton meilleur ami)
- The Rose (Mon amie la rose)
- This Little Heart (Ce Petit Cœur)

Trois reprises :
- Just Call and I'll Be There (Le Temps des souvenirs), créée par P. J. Proby.
- Only You Can Do It (Je veux qu’il revienne), créée par The Vernons Girls.
- Say It Now (Dis-lui non), créée par Bobby Skel.

Une création :
- Autumn Rendez-vous[27]

## Édition originale de l'album
Royaume-Uni, mai 1966 : disque microsillon 33 tours/30 cm., Françoise Hardy Sings in English, Pye Records/Disques Vogue/Vogue international industries (VRL 3025).

### Crédits
- Pochette : Photographies réalisées par Jean-Marie Périer.
- Orchestre : Charles Blackwell.

### Liste des chansons
Les 12 chansons qui composent le disque ont été enregistrées en monophonie.
| 1. | This Little Heart (Ce Petit Cœur)         | Julian More            | Françoise Hardy                | 2 min 07 s |
| 2. | All Over the World (Dans le monde entier) | Julian More            | Françoise Hardy                | 2 min 29 s |
| 3. | However Much (Et même)                    | Julian More            | Françoise Hardy                | 2 min 13 s |
| 4. | It's Getting Late (Il se fait tard)       | Meredith               | Françoise Hardy                | 1 min 36 s |
| 5. | Only Friends (Ton meilleur ami)           | Miller                 | Françoise Hardy et Roger Samyn | 2 min 18 s |
| 6. | Say It Now                                | Robert Douglas Skelton | Robert Douglas Skelton         | 2 min 13 s |

| 1. | Just Call and I'll Be There               | Charles Blackwell | Charles Blackwell                 | 2 min 28 s |
| 2. | The Rose (Mon amie la rose)               | Julian More       | Cécile Caulier et Jacques Lacombe | 2 min 15 s |
| 3. | Only You Can Do It                        | Charles Blackwell | Charles Blackwell                 | 2 min 51 s |
| 4. | It's My Heart (Tu peux bien)              | Meredith          | Françoise Hardy                   | 1 min 45 s |
| 5. | Another Place (La nuit est sur la ville)  | Julian More       | Françoise Hardy                   | 2 min 02 s |
| 6. | Autumn Rendezvous (Rendez-vous d'automne) | Meredith          | Gérard Bourgeois                  | 2 min 40 s |

## Discographie liée à l’album
Abréviations et termes utilisés pour désigner les différents types de supports d'enregistrements :
LP (Long Playing) = Album sur disque 33 tours (vinyle)
CD (Compact Disc) = Album sur disque compact
EP (Extended Playing) = Disque super 45 tours (vinyle), 4 titres
SP (Single Playing) = Disque 45 tours (vinyle), 2 titres

### Premières éditions britanniques

#### Disques promotionnels
Destinés à la promotion de l’album, ces disques, exclusivement distribués dans les médias (presses, radios, télévisions…), portent la mention « Advance promotion copy ».

#### 45 tours (vinyles)
Nota bene : Ne sont listés ci-dessous que les disques contenant les titres chantés en anglais.
- Février 1964 : SP, Pye Records (7N.15612).

1. Catch a Falling Star (en), Lee Pockriss / Paul Vance.
2. Only Friends (Ton meilleur ami), Miller, adaptation du texte de F. Hardy / F. Hardy et Roger Samyn.

- 1964 : EP, Françoise Hardy Sings in English!, Pye Records (NEP 24192).

1. Find Me A Boy (Tous les garçons et les filles), Stellman, adaptation du texte de F. Hardy / F. Hardy et Roger Samyn.
2. I Wish It Were Me (J'aurais voulu), Stellman, adaptation du texte de F. Hardy / F. Hardy et Roger Samyn.
3. Only Friends (Ton meilleur ami), Miller, adaptation du texte de F. Hardy / F. Hardy et Roger Samyn.
4. Catch a Falling Star (en), Lee Pockriss / Paul Vance.

- Mars 1965 : SP, Pye Records (7N.15802).

1. All Over The World (Dans le monde entier), Julian More, adaptation du texte de F. Hardy / F. Hardy.
2. Another Place (La nuit est sur la ville), Julian More, adaptation du texte de F. Hardy / F. Hardy.

- 1965 : SP, Kapp Records (KAPP KJB 79).

1. Only You Can Do It (Je veux qu'il revienne), Charles Blackwell alias B. Well / B. Well.
2. Another Place (La nuit est sur la ville), Julian More, adaptation du texte de F. Hardy / F. Hardy.

- 1965 : SP, Disques Vogue (VRS.7001).

1. Just Call And I'll Be There (Le Temps des souvenirs), Charles Blackwell.
2. You Just Have To Say The Word (Tu n'as qu'un mot à dire), Julian More, adaptation du texte de Françoise Hardy / Françoise Hardy.

- Novembre 1965 : SP, Disques Vogue (VRS.7004).

1. So Many Friends (L'Amitié), Julian More, adaptation du texte de Jean-Max Rivière / Gérard Bourgeois.
2. However Much (Et même), Julian More, adaptation du texte de F. Hardy / F. Hardy.

- Septembre 1966 : SP, Disques Vogue (VRS.7010), (From the Album ‘‘Françoise Hardy Sings in English’’ VRL 3025).

1. This Little Heart (Ce Petit Cœur), Julian More, adaptation du texte de F. Hardy / F. Hardy.
2. The Rose ((Mon amie la rose), Julian More, adaptation du texte de Cécile Caulier / Cécile Caulier et Jacques Lacome.

- Septembre 1966 : SP, Disques Vogue (VRS.7014), (From LP ‘‘Françoise Hardy Sings in English’’ VRL 3025).

1. Autumn Rendezvous (Rendez-vous d’automne), Meredith, adaptation du texte de Jean-Max Rivière / Gérard Bourgeois.
2. It's My Heart (Tu peux bien), Meredith, adaptation du texte de F. Hardy / F. Hardy.

- Septembre 1966 : EP, Disques Vogue (VRE 5018).

1. Autumn Rendezvous (Rendez-vous d’automne), Meredith, adaptation du texte de Jean-Max Rivière / Gérard Bourgeois.
2. Another Place (La nuit est sur la ville), Julian More, adaptation du texte de F. Hardy / F. Hardy.
3. Say It Now, Robert Douglas Skelton.
4. All Over The World (Dans le monde entier), Julian More, adaptation du texte de F. Hardy / F. Hardy.

### Premières éditions françaises

#### Album
- Septembre 1966[38] : LP, In English, Disques Vogue/Vogue international industries (CLD 699. 30), stéréo↔mono[39].
  - Pochette[40] : Photographie réalisée par Jean-Marie Périer (Salut les copains).

- 27 novembre 2009, CD (pochette cartonnée), In English, Disques Vogue/Legacy/Sony Music (88697562462 / 6)[41].

#### Disque promotionnel
Destiné à la promotion de l’album, ce disque est exclusivement distribué dans les médias (presses, radios, télévisions, exploitants de juke box…).
- 1964 : SP, Disques Vogue (V.45-1201).

1. Catch a Falling Star (Lee Pockriss / Paul Vance).
2. Only Friends (Ton meilleur ami), (Miller, adaptation du texte de F. Hardy / F. Hardy, Roger Samyn).

#### Super 45 tours (vinyles)
- Mars 1964 : EP, En anglais, Disques Vogue (EPL 8207).

1. Catch a Falling Star (en), Lee Pockriss / Paul Vance.
2. Find Me A Boy (Tous les garçons et les filles), Stellman, adaptation du texte de F. Hardy / F. Hardy et Roger Samyn.
3. Only Friends (Ton meilleur ami), Miller, adaptation du texte de F. Hardy / F. Hardy et Roger Samyn.
4. I Wish It Were Me (J'aurais voulu), Stellman, adaptation du texte de F. Hardy / F. Hardy et Roger Samyn.

- Mars 1965 : EP, Disques Vogue (EPL 8348).

1. However Much (Et même), Julian More, adaptation du texte de F. Hardy / F. Hardy.
2. Another Place (La nuit est sur la ville), Julian More, adaptation du texte de F. Hardy / F. Hardy.
3. All Over The World (Dans le monde entier), Julian More, adaptation du texte de F. Hardy / F. Hardy.
4. Only You Can Do It (Je veux qu'il revienne), Charles Blackwell alias B. Well / B. Well.

### Rééditions françaises

#### Album
- 1er mars 1967 : LP, In English, Disques Vogue/Vogue international industries (CLD 699.30), mono↔stéréo.
- 27 novembre 2009, CD (sleeve card), In English, Disques Vogue/Legacy/Sony Music (88697562462 / 6)[41].
- 18 janvier 2015 : LP, In English, Klimt Records (MJJ 384).
- 16 juin 2017 : LP (vinyle bleu ciel), In English, Disques Vogue/Legacy/Sony Music (8 89854 39771 5).

#### Super 45 tours (vinyles)
- 1969 : EP, En anglais, Disques Vogue/Vogue International Industries (EPL 8207).

1. Catch a Falling Star (en) (Lee Pockriss / Paul Vance).
2. Find Me A Boy (Tous les garçons et les filles), (Stellman, adaptation du texte de F. Hardy / F. Hardy, Roger Samyn).
3. Only Friends (Ton meilleur ami), (Miller, adaptation du texte de F. Hardy / F. Hardy, Roger Samyn).
4. I Wish It Were Me (J'aurais voulu), (Stellman, adaptation du texte de F. Hardy / F. Hardy, Roger Samyn).

- 1969 : EP, Disques Vogue/Vogue international Industries (EPL 8348).

1. However Much (Et même), (J. More, adaptation du texte de F. Hardy / F. Hardy).
2. Another Place (La nuit est sur la ville), (Julian More, adaptation du texte de F. Hardy / F. Hardy).
3. All Over The World (Dans le monde entier), (Julian More, adaptation du texte de F. Hardy / F. Hardy).
4. Only You Can Do It (Je veux qu'il revienne), (B. Well alias Charles Blackwell / B. Well).

### Premières éditions étrangères de l’album
- Afrique du Sud, 1966 : LP, Françoise Hardy Sings in English, Disques Vogue (VGL 7014), mono.
- Australie, 1966 : LP, Françoise Hardy Sings in English – Only You Can Do It, Phono Vox Vogue (LPV 219), mono-stéréo.
- Canada, 1966 : LP, Françoise Hardy Sings, Disques Vogue (VF 47025), mono.
- Nouvelle-Zélande, 1966 : LP, Françoise Hardy Sings in English – Only You Can Do It, Phono Vox Vogue (LPV 219), mono-stéréo.
- Hong Kong, 1967 : LP, In English, Disques Vogue (CLD 699-30), stéréo.
- Japon, 1967 : LP, In English, Victor World Group/Disques Vogue (SJET-8039), stéréo.
- Taïwan, décembre 1968 : LP, In English, First Record (FL-1600), mono - (FL-S1600), stéréo.

### Rééditions étrangères de l’album
- Australie, 1966 : LP, Françoise Hardy Sings in English, Phono Vox Vogue (LPV 219), mono-stéréo.
- Nouvelle-Zélande, 1966 : LP, Françoise Hardy Sings in English, Phono Vox Vogue (LPV 219), mono-stéréo.
- Afrique du Sud, 1967 : LP, Françoise Hardy Sings in English, Disques Vogue/Vogue international industries (SVS 014), stéréo.
- Australie, 1967 : LP, In English, Disques Vogue/Vogue international industries (VL 33.391), mono - (SVL 933.391), stéréo.
- Nouvelle-Zélande, 1967 : LP, In English, Disques Vogue/Vogue international industries (VL 33.391), mono - (SVL 933.391), stéréo.
- Afrique du Sud, 1970 : LP, In English, Disques Vogue/Vogue international industries (VEL 2000), stéréo.
- Japon, 1972 : LP, Françoise Hardy in English, Vogue[42] (YX-8008), stéréo.
- Afrique du Sud, 1980 : LP, In English, Disques Vogue, coll. « Magic of Music » (MMT 1045), stéréo.

### Reprises de chansons
Find Me A Boy (Tous les garçons et les filles)
- Royaume-Uni, mai 1963 : Steve Perry, SP, Find Me A Girl - My Dad, Decca (F.11656).

All Over the World (Dans le monde entier)
- Royaume-Uni, 5 mars 2012 : Katie Melua : CD Secret Symphony, Dramatico (en)(DRAMCO 0078).

### Chansons choisies pour des films
Find Me A Boy (Tous les garçons et les filles)
- Royaume-Uni, 1998 : The Misadventures of Margaret (Les Folies de Margaret), réalisé par Brian Skeet.

All Over the World (Dans le monde entier)
- Royaume-Uni,  Allemagne,  France, 2009 : The Boat That Rocked (Good Morning England), réalisé par Richard Curtis.